# 山吉能盛
山吉 能盛（やまよし よしもり）は、室町時代後期から戦国時代にかけての武将。越後国三条城代。蒲原郡郡代。

## 略歴
永正4年（1507年）8月、上杉定実を擁立した長尾為景が反旗を翻し、越後守護・上杉房能を急襲し自害に追い込んだ永正の乱で、能盛は為景に加担した。その後の揚北衆の反攻や房能の兄で関東管領・上杉顕定の越後侵攻の際も、いずれも能盛は為景に与して、本成寺の僧兵らと共に三条城を死守した。